# Vladimír Rajnoch
Vladimír Rajnoch (8. března 1925, Rajnochovice – 4. září 1951, Praha) byl československý člen protikomunistického odboje.
Roku 1951 byl za svou činnost v odbojové skupině Hory Hostýnské odsouzen za velezradu a rozvracení státu k trestu smrti.

## Biografie
Narodil se roku 1925 v obci Rajnochovice do početné rolnické rodiny. Na základní školu docházel pouze čtyři roky, poté byl nucen vypomáhat rodině na poli.
V říjnu 1945 se přidal k SNB. Následujících šest měsíců se vzdělával v kurzech pořádaných SNB. Poté s hodností strážmistr nastoupil službu v obci Velké Bílovice. Roku 1947 byl přeložen do obce Rusava, kde sloužil do února 1949. Již tehdy získal přes svého bratra Jaroslava kontakty na lokální odboj, a to hlavně na Josefa Čubu, který pocházel z jeho rodných Rajnochovic. Ztrátu důvery v nový režim v něm podnítilo plošné propouštění prvorepublikových četníků, které začalo po únoru 1948.
V parlamentních volbách z května 1948 volil bílým lístkem proti Národní frontě. Od téhož roku byl sice členem KSČ, ale v lednu 1949 jej vyloučili pro politickou neuvědomělost a neplacení členských příspěvků. V únoru byl převelen do Prahy.
Sám byl státními orgány podezříván ze sympatizování se skupinou odboje z jeho rodného kraje, která se nazývala Hory Hostýnské. Byl sice v Praze, ale také ve spojení se svým bratrem, který působil na Hostýnsku. Když se jeho bratrovi podařilo v říjnu 1949 utéci z připravené pasti vytvořené SNB. Byl na Vladimíra Rajnocha vydán zatykač, jakožto na zběha. Podařilo se mu utéci do hostýnských hor a přidat se ke zbytku tamního odboje, který byl pod vedením Miloslava Pospíšila. Společně se v únoru 1950 pokusili emigrovat přes hranice na Šumavě, ale neuspěli.
Od té doby je bezpečnostní orgány stále pronásledovaly. Posledním pokusem byl útěk na Slovensko za tamním odbojem, ale Pospíšil byl odhalen již na vsetínském nádraží a Rajnoch byl udán, když se skrýval v obci Kladníky. Zatčen byl 20. února 1951. Sloužil jako odstrašující vzor pro zradu v řadách SNB. Ve veřejném procesu, konaném ve Velkém kině v Gottwaldově (dnes Zlín) ve dnech 22. – 26. května, byl se skupinou o dvacetipěti členech odsouzen, a to za velezradu a rozvracení státu. Soudu předsedal JUDr. Vladimír Podčepický a prokuraturu řídil Emil Eichler. Padly čtyři rozsudky smrti. Jeden byl pro Rajnocha. Dalšími popravenými byli Sigmund Bakala, Miloslav Pospíšil a Josef Čuba. Poprava byla provedena 4. září 1951 v Pankrácké věznici.
Ostatky popraveného byly tajně pohřbeny do hromadného hrobu na Ďáblickém hřbitově. Na Čestném pohřebišti v Ďáblickém hřbitově se nachází symbolický Rajnochův hrob. Tamní symbolické náhrobky odkazují na zemřelé politické vězně bez ohledu na jejich přesné místo pohřbení.
Rehabilitován byl až po roce 1990.

## Připomínky
- Jeho jméno je uvedeno na pamětní desce popraveným příslušníkům Sboru národní bezpečnosti umístěné na fasádě v podloubí před vstupem do budovy Policejního prezidia České republiky na adrese Strojnická 935/27, 170 89 Praha 7 – Holešovice.[3][4]
- Jeho jméno je rovněž uvedeno na Pomníku Miladě Horákové a Obětem komunismu v Praze 4 - Nuslích na Náměstí Hrdinů, u stanice metra Pražského povstání, před Vrchním soudem v Praze a Vrchním státním zastupitelstvím v Praze.[5]
- Jeho jméno je uvedeno na desce v řadě 24 na Čestném pohřebišti popravených a umučených z 50. let (III. odboj) na Ďáblickém hřbitově.[6]

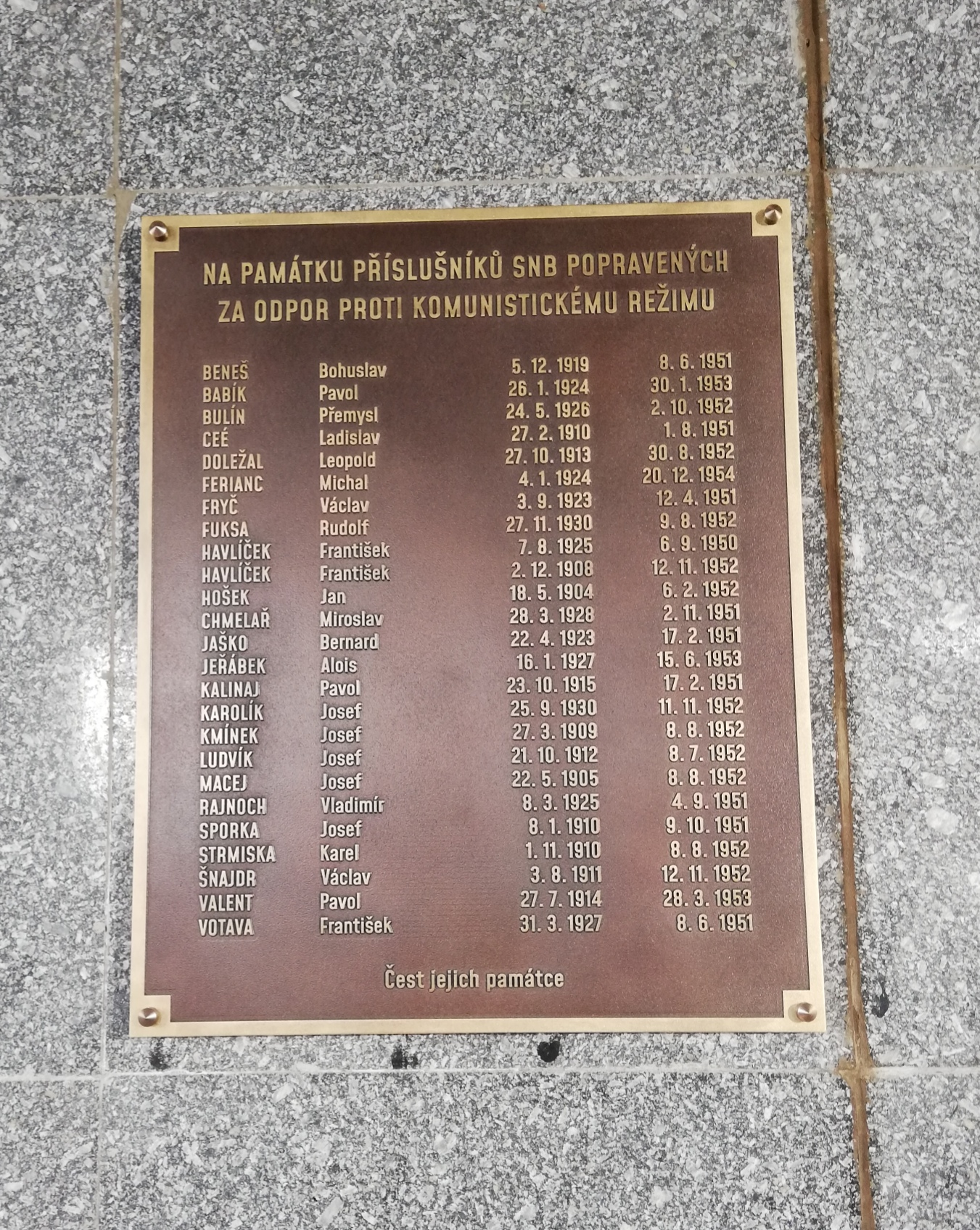
Pamětní deska popraveným příslušníkům Sboru národní bezpečnosti se jménem Vladimíra Rajnocha v pražských Holešovicích
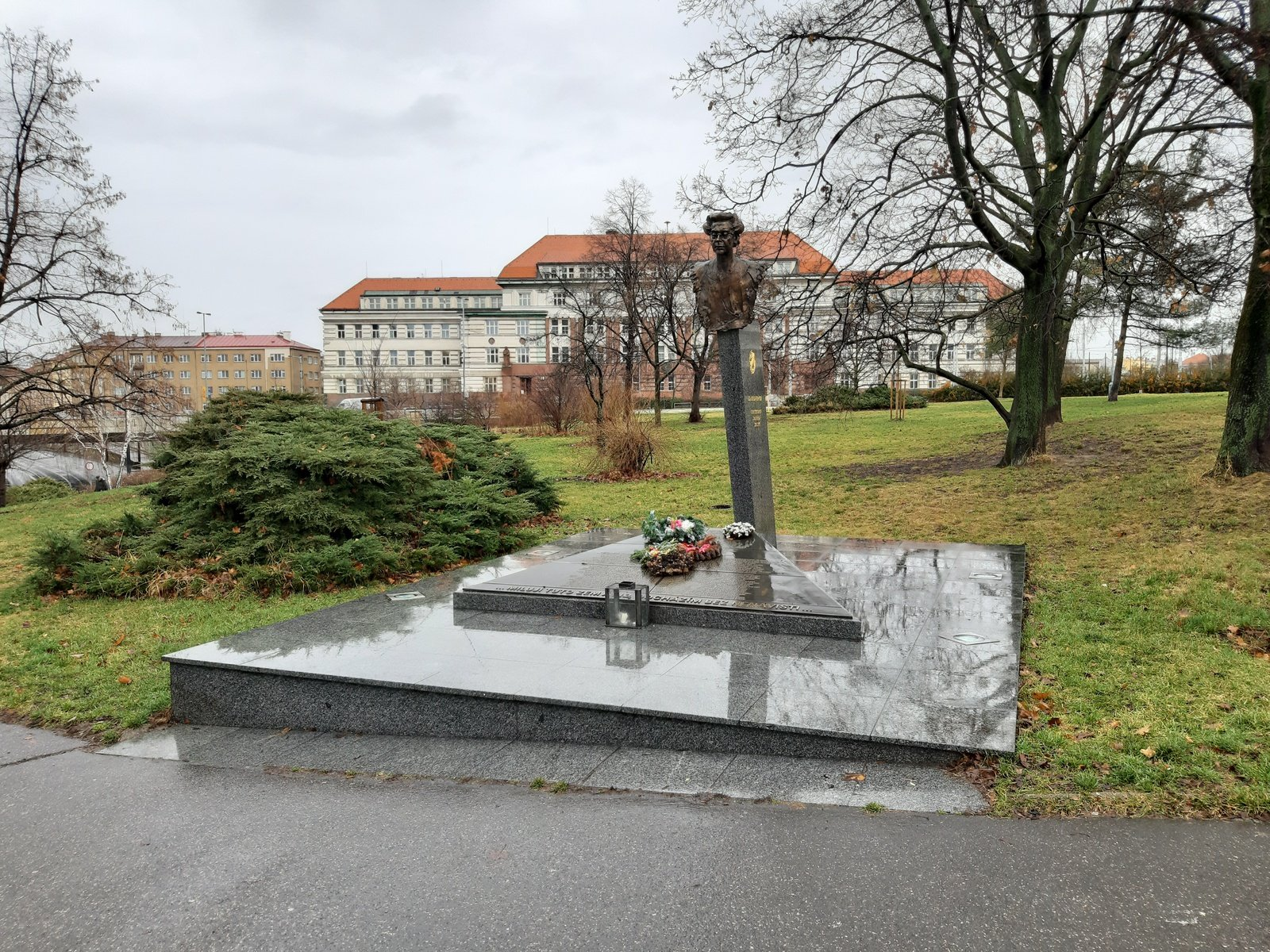
Pomník na náměstí Hrdinů v Praze 4 - Nuslích
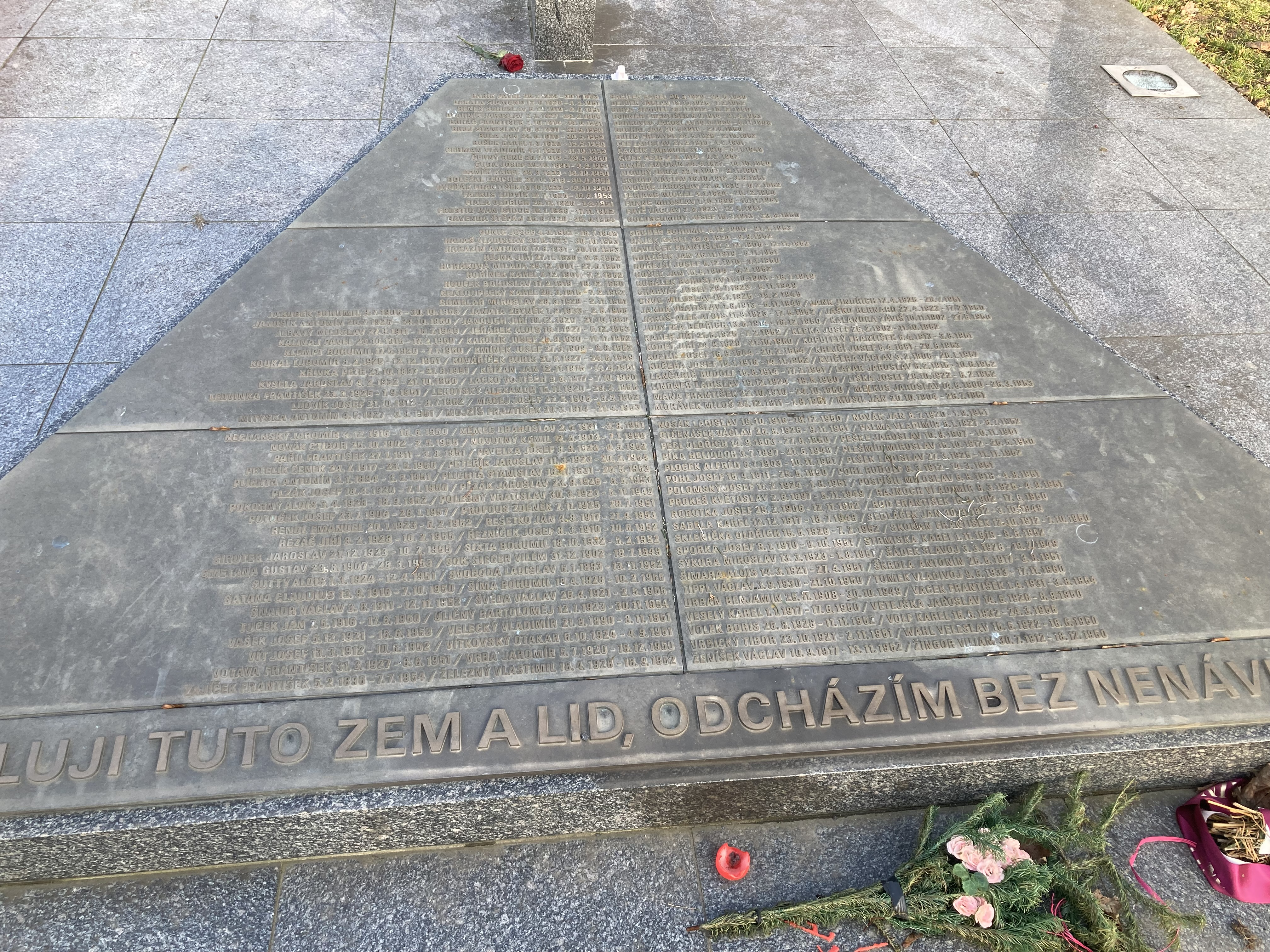
Seznam obětí komunismu se jménem Vladimíra Rajnocha na pomníku na náměstí Hrdinů v Praze 4 - Nuslích
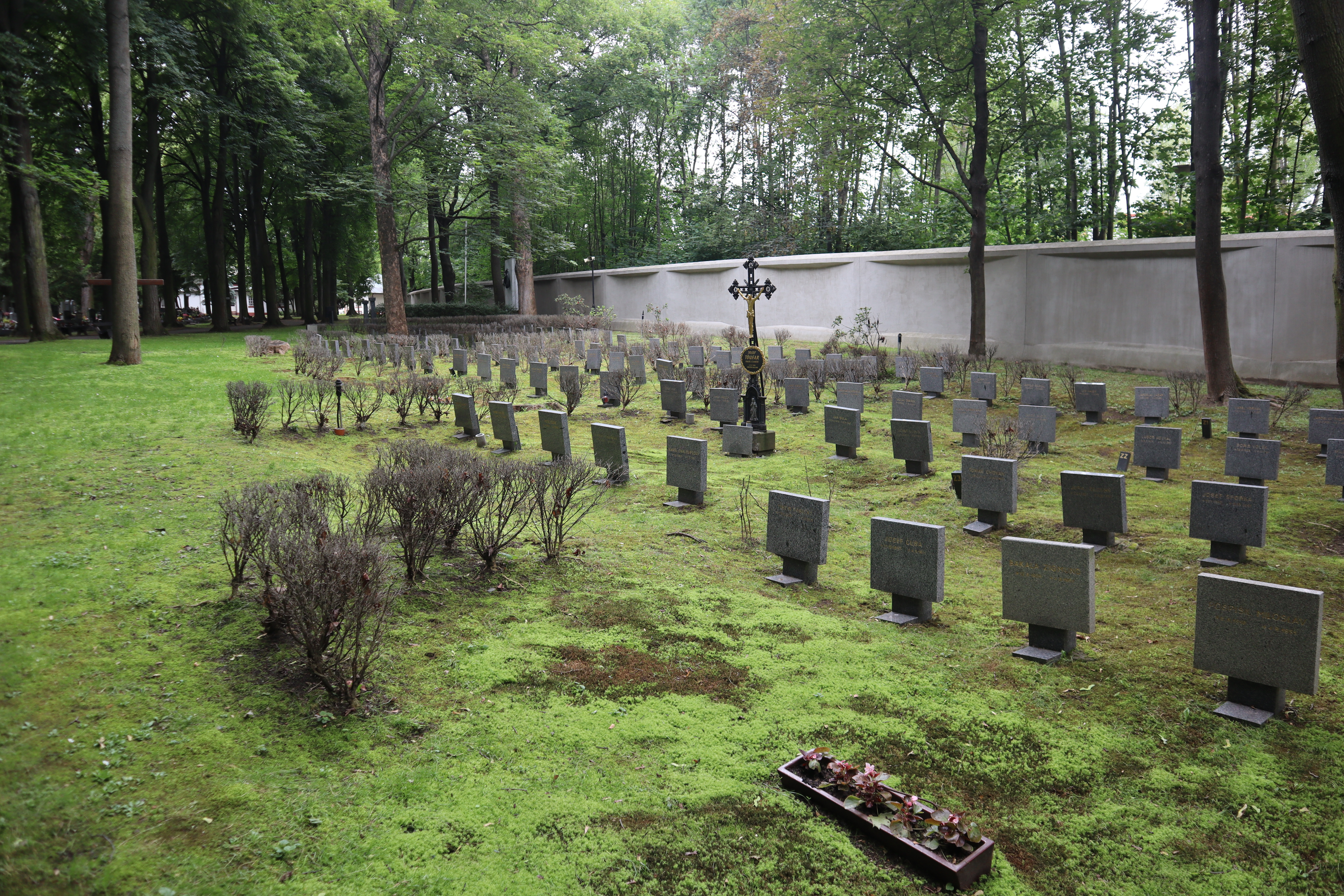
Čestné pohřebiště popravených a umučených z 50. let (III. odboj) na Ďáblickém hřbitově
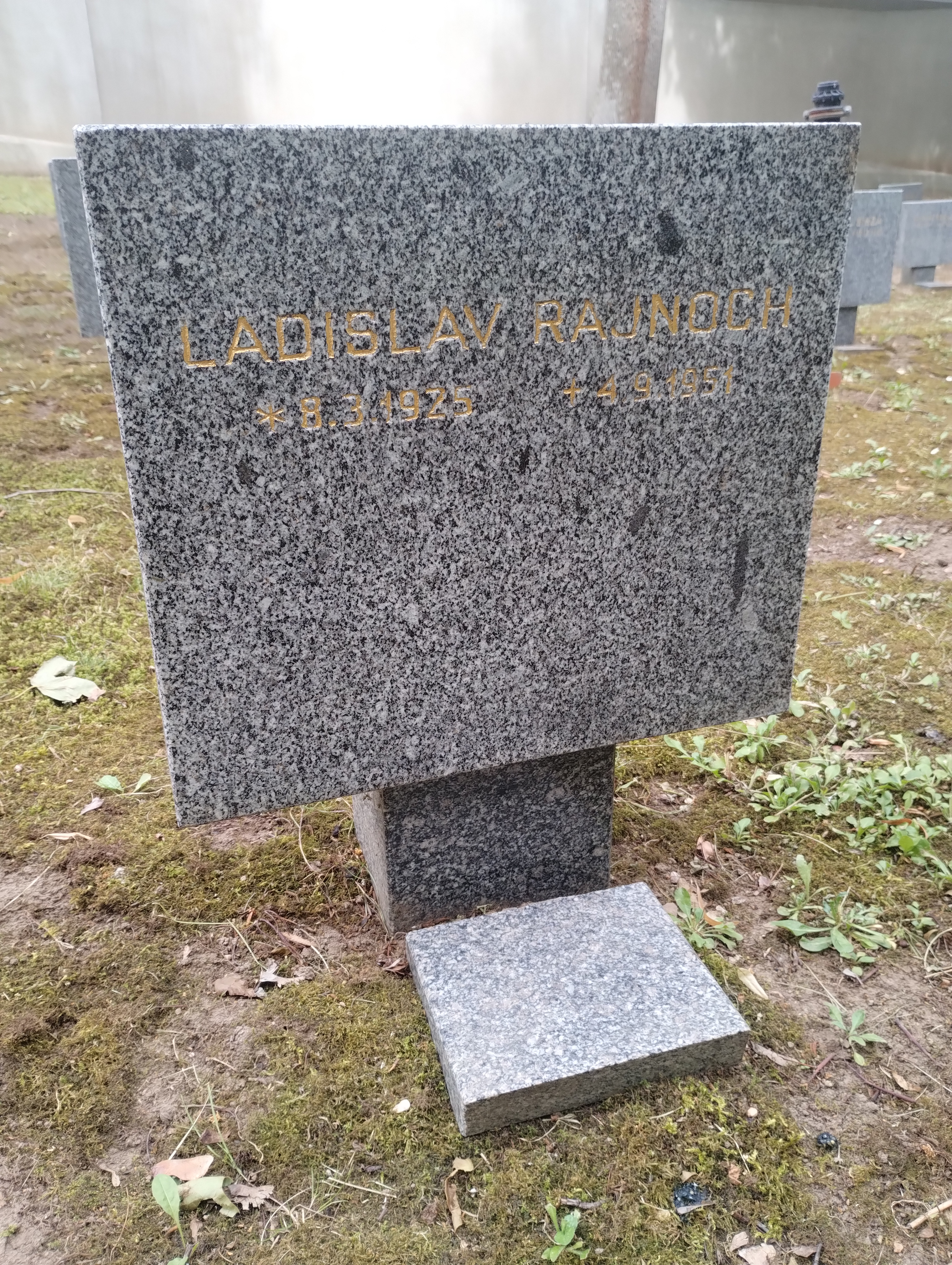
Symbolicky náhrobek V. Rajnocha na Čestném pohřebišti v Ďáblicích